# Cassagnoles (Gard)
Pour les articles homonymes, voir Cassagnoles.
Cassagnoles (en occitan Cassinhòlas) est une commune française située dans le centre du département du Gard en région Occitanie.
Exposée à un climat méditerranéen, elle est drainée par le Gard, l'Allarenque et par deux autres cours d'eau. La commune possède un patrimoine naturel remarquable composé de deux zones naturelles d'intérêt écologique, faunistique et floristique.
Cassagnoles est une commune rurale qui compte 448 habitants en 2022, après avoir connu une forte hausse de la population depuis 1975.  Elle fait partie de l'aire d'attraction de Nîmes. Ses habitants sont appelés les Cassagnoliens ou  Cassagnoliennes.

## Géographie

### Localisation
| Massanes | Ribaute-les-Tavernes | Vézénobres           |
| Cardet   | Cassagnoles          | Ners                 |
| Lédignan | Saint-Bénézet        | Maruéjols-lès-Gardon |

### Climat
Pour des articles plus généraux, voir Climat de l'Occitanie et Climat du Gard.
Le climat de la commune est de type climat méditerranéen franc, selon une étude s'appuyant sur une série de données couvrant la période 1971-2000. En 2020, Météo-France publie une typologie des climats de la France métropolitaine dans laquelle la commune est exposée à un climat méditerranéen et est dans la région climatique Provence, Languedoc-Roussillon, caractérisée par une pluviométrie faible en été, un très bon ensoleillement (2 600 h/an), un été chaud (21,5 °C), un air très sec en été, sec en toutes saisons, des vents forts (fréquence de 40 à 50 % de vents > 5 m/s) et peu de brouillards.
Pour la période 1971-2000, la température annuelle moyenne est de 13,8 °C, avec une amplitude thermique annuelle de 17,4 °C. Le cumul annuel moyen de précipitations est de 924 mm, avec 6,9 jours de précipitations en janvier et 3,2 jours en juillet. Pour la période 1991-2020, la température moyenne annuelle observée sur la station météorologique la plus proche, située sur la commune de Cardet à 4 km à vol d'oiseau, est de 14,6 °C et le cumul annuel moyen de précipitations est de 974,6 mm,. Pour l'avenir, les paramètres climatiques de la commune estimés pour 2050 selon différents scénarios d'émission de gaz à effet de serre sont consultables sur un site dédié publié par Météo-France en novembre 2022.

### Milieux naturels et biodiversité
L’inventaire des zones naturelles d'intérêt écologique, faunistique et floristique (ZNIEFF) a pour objectif de réaliser une couverture des zones les plus intéressantes sur le plan écologique, essentiellement dans la perspective d’améliorer la connaissance du patrimoine naturel national et de fournir aux différents décideurs un outil d’aide à la prise en compte de l’environnement dans l’aménagement du territoire.
Une ZNIEFF de type 1 est recensée sur la commune :
le « Gardon d'Anduze et Gardon » (461 ha), couvrant 11 communes du département et une ZNIEFF de type 2, : 
la « vallée moyenne des Gardons » (1 848 ha), couvrant 24 communes du département.

Carte des ZNIEFF de type 1 et 2 à Cassagnoles.
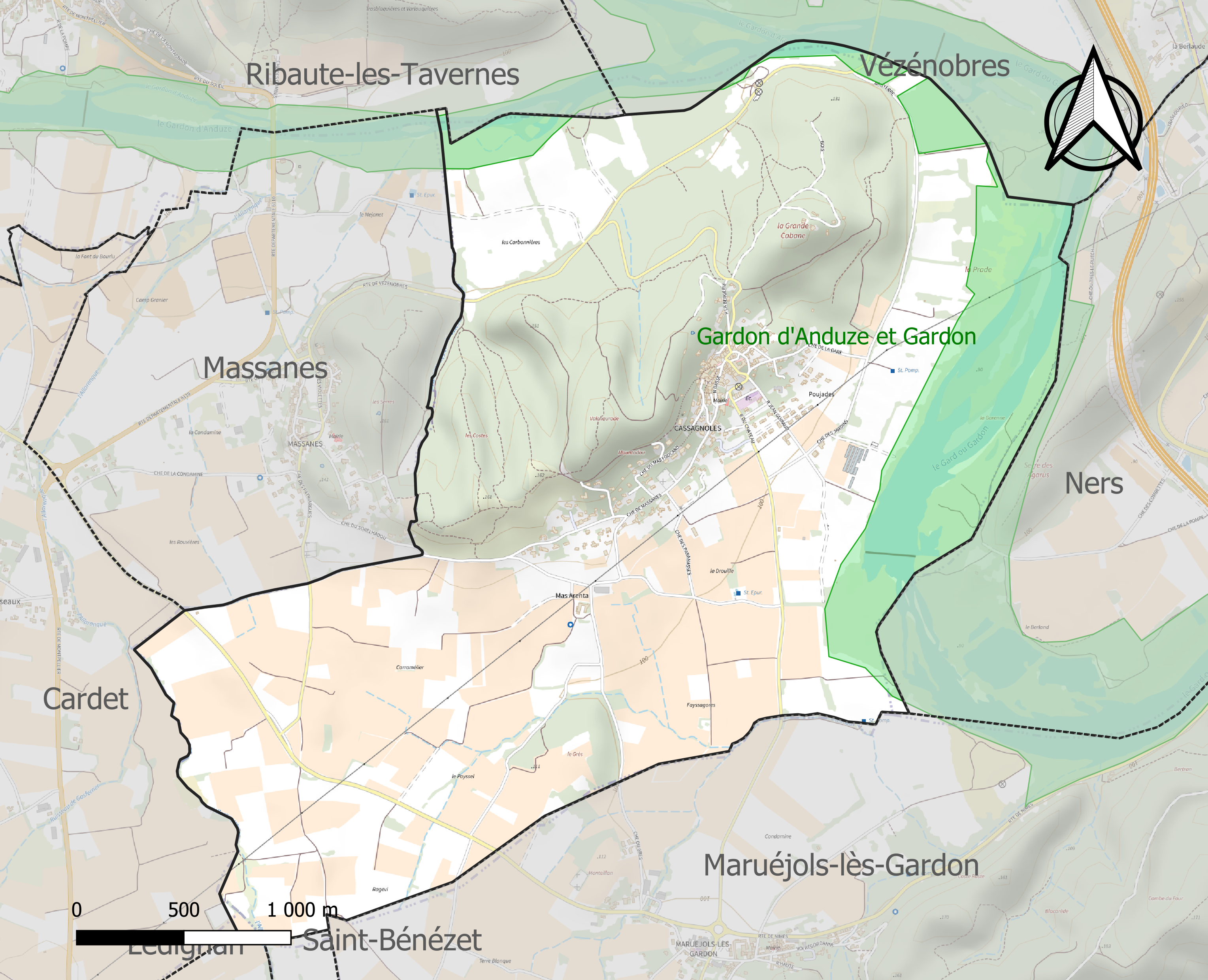
Carte de la ZNIEFF de type 1 sur la commune.
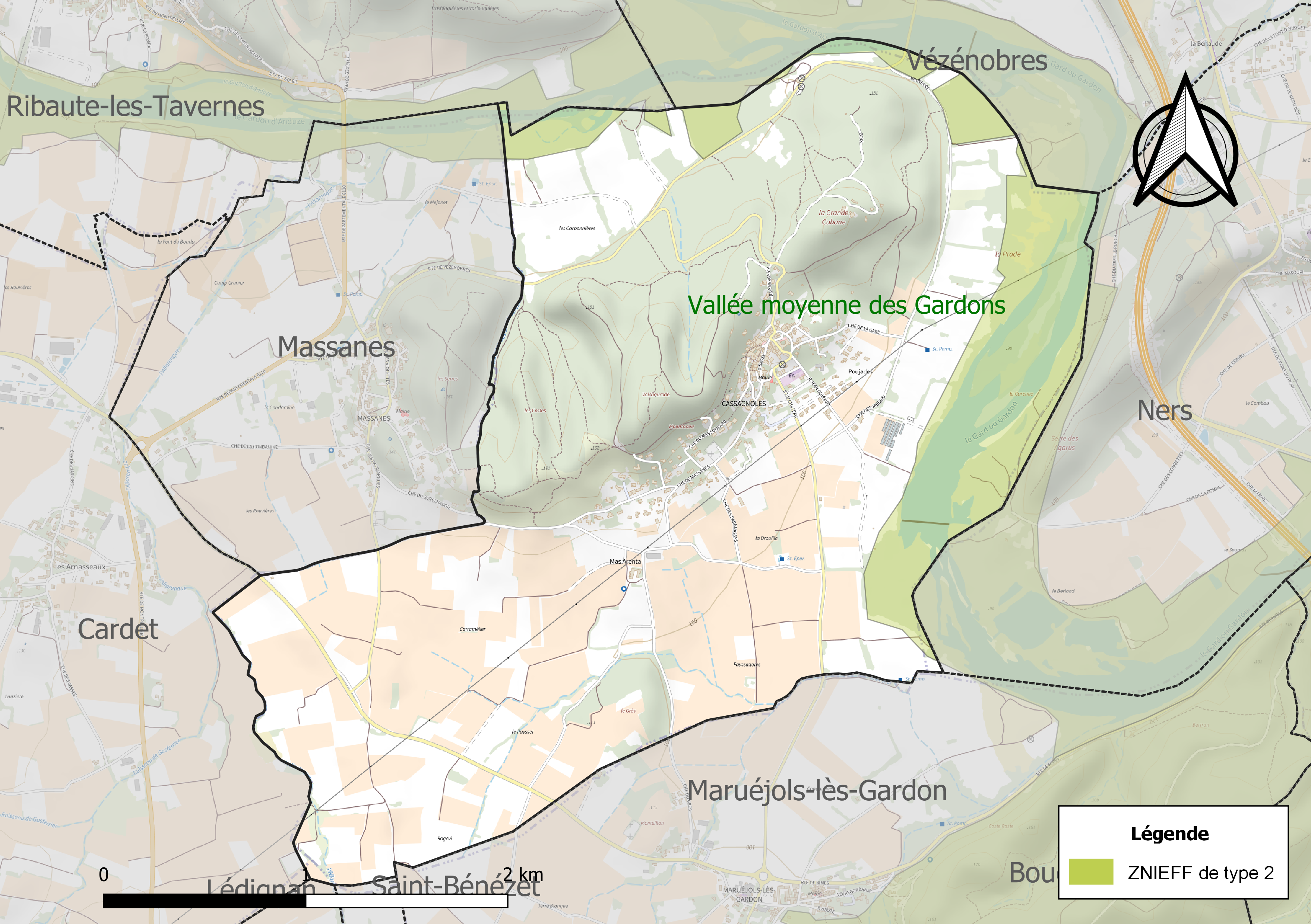
Carte de la ZNIEFF de type 2 sur la commune.

## Urbanisme

### Typologie
Au 1er janvier 2024, Cassagnoles est catégorisée commune rurale à habitat dispersé, selon la nouvelle grille communale de densité à sept niveaux définie par l'Insee en 2022.
Elle est située hors unité urbaine. Par ailleurs la commune fait partie de l'aire d'attraction de Nîmes, dont elle est une commune de la couronne,. Cette aire, qui regroupe 92 communes, est catégorisée dans les aires de 200 000 à moins de 700 000 habitants,.

### Occupation des sols
L'occupation des sols de la commune, telle qu'elle ressort de la base de données européenne d’occupation biophysique des sols Corine Land Cover (CLC), est marquée par l'importance des territoires agricoles (58,1 % en 2018), en diminution par rapport à 1990 (63,1 %). La répartition détaillée en 2018 est la suivante : 
cultures permanentes (46,8 %), forêts (30,6 %), zones agricoles hétérogènes (10,4 %), zones urbanisées (5,7 %), milieux à végétation arbustive et/ou herbacée (5,6 %), prairies (0,9 %). L'évolution de l’occupation des sols de la commune et de ses infrastructures peut être observée sur les différentes représentations cartographiques du territoire : la carte de Cassini (XVIIIe siècle), la carte d'état-major (1820-1866) et les cartes ou photos aériennes de l'IGN pour la période actuelle (1950 à aujourd'hui).

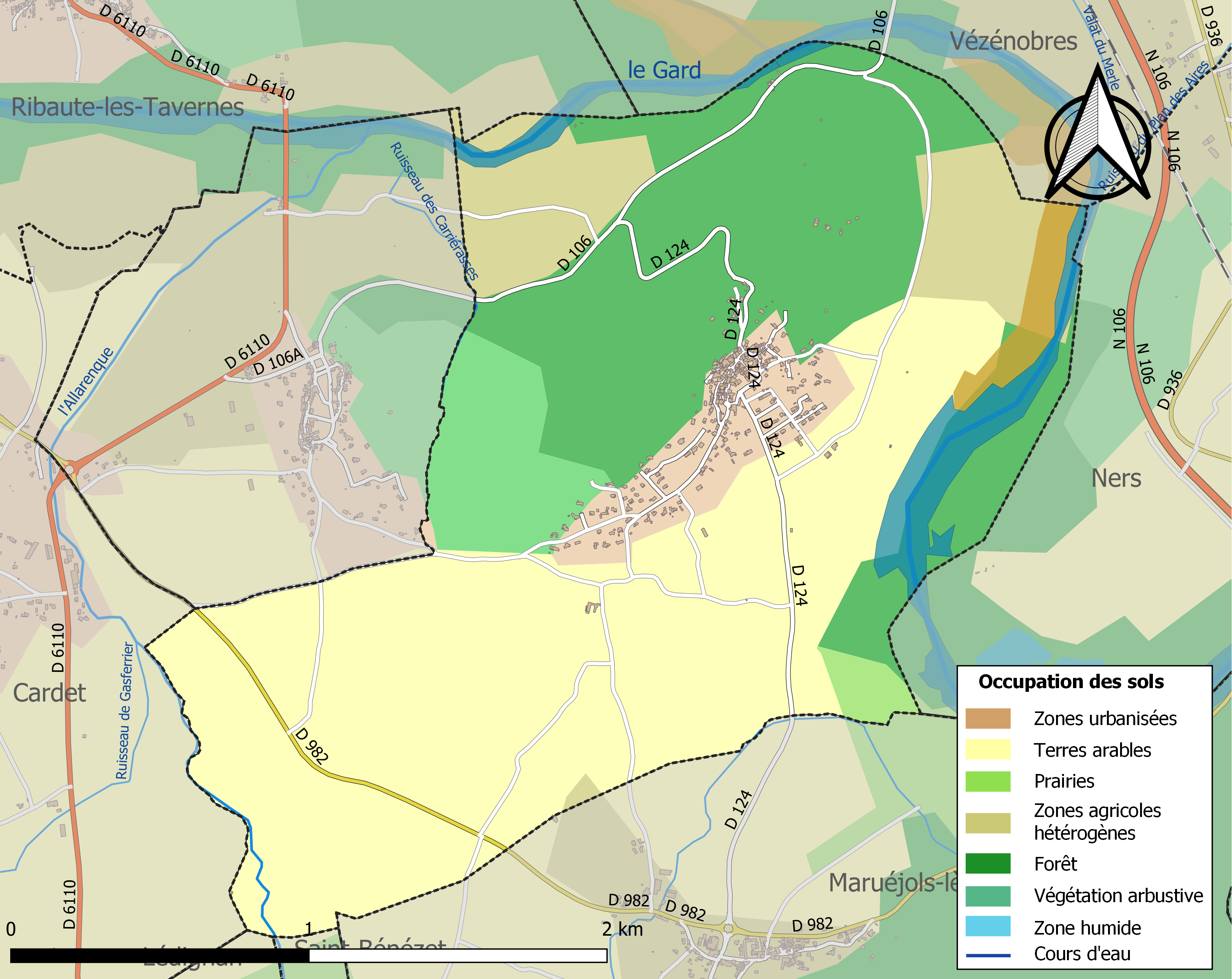
Carte des infrastructures et de l'occupation des sols de la commune en 2018 (CLC).

### Risques majeurs
Le territoire de la commune de Cassagnoles est vulnérable à différents aléas naturels : météorologiques (tempête, orage, neige, grand froid, canicule ou sécheresse), inondations, feux de forêts, mouvements de terrains et séisme (sismicité faible). Il est également exposé à un risque technologique, la rupture d'un barrage. Un site publié par le BRGM permet d'évaluer simplement et rapidement les risques d'un bien localisé soit par son adresse soit par le numéro de sa parcelle.

#### Risques naturels
Certaines parties du territoire communal sont susceptibles d’être affectées par le risque d’inondation par débordement de cours d'eau et par une crue torrentielle ou à montée rapide de cours d'eau, notamment le Gard. La commune a été reconnue en état de catastrophe naturelle au titre des dommages causés par les inondations et coulées de boue survenues en 1982, 1993, 1995, 2001, 2002, 2005, 2010 et 2020,.

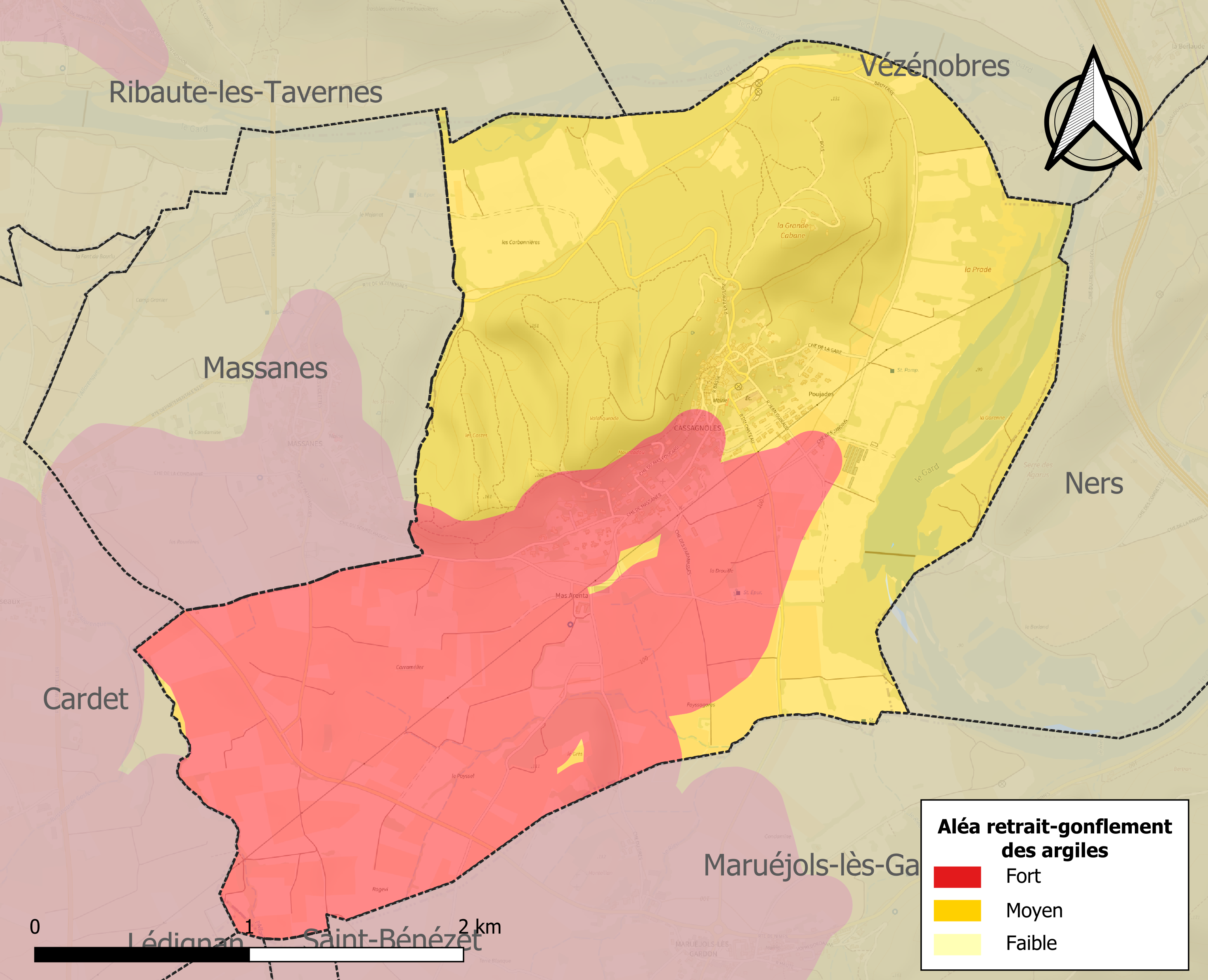
Carte des zones d'aléa retrait-gonflement des sols argileux de Cassagnoles.

La commune est vulnérable au risque de mouvements de terrains constitué principalement du retrait-gonflement des sols argileux. Cet aléa est susceptible d'engendrer des dommages importants aux bâtiments en cas d’alternance de périodes de sécheresse et de pluie. La totalité de la commune est en aléa moyen ou fort (67,5 % au niveau départemental et 48,5 % au niveau national). Sur les 216 bâtiments dénombrés sur la commune en 2019, 216 sont en aléa moyen ou fort, soit 100 %, à comparer aux 90 % au niveau départemental et 54 % au niveau national. Une cartographie de l'exposition du territoire national au retrait gonflement des sols argileux est disponible sur le site du BRGM,.
Par ailleurs, afin de mieux appréhender le risque d’affaissement de terrain, l'inventaire national des cavités souterraines permet de localiser celles situées sur la commune.

#### Risques technologiques
La commune est en outre située en aval du barrage de Sainte-Cécile-d'Andorge, un ouvrage de classe A doté d'un PPI. À ce titre elle est susceptible d’être touchée par l’onde de submersion consécutive à la rupture de cet ouvrage.

## Toponymie
Le toponyme Cassagnoles est issu du gaulois cassanos, signifiant chêne.
Occitan Cassinhòlas, cassignolo, attesté Cassainolae, 1175 ( VTF 635 ) ; = occ. cassanha + suff. dim. - iòla, au pl. : « petites chênaies » cassanhola, du bas latin cassanolla : petite chênaie.

## Politique et administration

### Liste des maires
| Période                                  | Période  | Identité        | Étiquette   | Qualité                                                                        |
| ---------------------------------------- | -------- | --------------- | ----------- | ------------------------------------------------------------------------------ |
| 1848                                     |          | Étienne Ducamp  | Fouriériste |                                                                                |
|                                          |          |                 |             |                                                                                |
| mars 2001                                | mai 2020 | Jacques Layre   | PS          | Agriculteur retraité Ancien conseiller général suppléant du canton de Lédignan |
| mai 2020                                 | En cours | David Furestier |             |                                                                                |
| Les données manquantes sont à compléter. |          |                 |             |                                                                                |

## Population et société

### Démographie
L'évolution du nombre d'habitants est connue à travers les recensements de la population effectués dans la commune depuis 1793. Pour les communes de moins de 10 000 habitants, une enquête de recensement portant sur toute la population est réalisée tous les cinq ans, les populations de référence des années intermédiaires étant quant à elles estimées par interpolation ou extrapolation. Pour la commune, le premier recensement exhaustif entrant dans le cadre du nouveau dispositif a été réalisé en 2006.

En 2022, la commune comptait 448 habitants, en évolution de +11,72 % par rapport à 2016 (Gard : +2,97 %, France hors Mayotte : +2,11 %).
| 1793 | 1800 | 1806 | 1821 | 1831 | 1836 | 1841 | 1846 | 1851 |
| ---- | ---- | ---- | ---- | ---- | ---- | ---- | ---- | ---- |
| 361  | 303  | 320  | 335  | 333  | 345  | 351  | 360  | 370  |

| 1856 | 1861 | 1866 | 1872 | 1876 | 1881 | 1886 | 1891 | 1896 |
| ---- | ---- | ---- | ---- | ---- | ---- | ---- | ---- | ---- |
| 369  | 350  | 323  | 337  | 320  | 273  | 300  | 294  | 270  |

| 1901 | 1906 | 1911 | 1921 | 1926 | 1931 | 1936 | 1946 | 1954 |
| ---- | ---- | ---- | ---- | ---- | ---- | ---- | ---- | ---- |
| 256  | 256  | 243  | 236  | 224  | 230  | 183  | 190  | 224  |

| 1962 | 1968 | 1975 | 1982 | 1990 | 1999 | 2006 | 2011 | 2016 |
| ---- | ---- | ---- | ---- | ---- | ---- | ---- | ---- | ---- |
| 236  | 206  | 162  | 166  | 219  | 244  | 388  | 423  | 401  |

| 2021 | 2022 | - | - | - | - | - | - | - |
| ---- | ---- | - | - | - | - | - | - | - |
| 430  | 448  | - | - | - | - | - | - | - |

### Enseignement
La commune possède une école appartenant au Regroupement pédagogique Intercommunal des villages aux alentours (Saint Bénézet, Aigremont et Maruéjols-les-Gardons). Le bâtiment contient deux salles de classe et un espace informatique. Il accueille les classes de CE1 et CE2. Les enfants n'habitant pas la commune ont la possibilité d'accéder à l'école en bus.

## Économie

### Revenus
En 2018  (données Insee publiées en septembre 2021), la commune compte 177 ménages fiscaux, regroupant 405 personnes. La médiane du revenu disponible par unité de consommation est de 23 010 € (20 020 € dans le département).

### Emploi
|                | 2008   | 2013 | 2018  |
| -------------- | ------ | ---- | ----- |
| Commune        | 8,1 %  | 8 %  | 7,3 % |
| Département    | 10,6 % | 12 % | 12 %  |
| France entière | 8,3 %  | 10 % | 10 %  |

En 2018, la population âgée de 15 à 64 ans s'élève à 233 personnes, parmi lesquelles on compte 76,1 % d'actifs (68,8 % ayant un emploi et 7,3 % de chômeurs) et 23,9 % d'inactifs,. Depuis 2008, le taux de chômage communal (au sens du recensement) des 15-64 ans est inférieur à celui de la France et du département.
La commune fait partie de la couronne de l'aire d'attraction de Nîmes, du fait qu'au moins 15 % des actifs travaillent dans le pôle,. Elle compte 42 emplois en 2018, contre 19 en 2013 et 33 en 2008. Le nombre d'actifs ayant un emploi résidant dans la commune est de 162, soit un indicateur de concentration d'emploi de 25,9 % et un taux d'activité parmi les 15 ans ou plus de 56,6 %.
Sur ces 162 actifs de 15 ans ou plus ayant un emploi, 19 travaillent dans la commune, soit 12 % des habitants. Pour se rendre au travail, 93,8 % des habitants utilisent un véhicule personnel ou de fonction à quatre roues, 1,9 % les transports en commun, 1,8 % s'y rendent en deux-roues, à vélo ou à pied et 2,5 % n'ont pas besoin de transport (travail au domicile).

### Activités hors agriculture
21 établissements sont implantés  à Cassagnoles au 31 décembre 2019. Le tableau ci-dessous en détaille le nombre par secteur d'activité et compare les ratios avec ceux du département,.
Le secteur du commerce de gros et de détail, des transports, de l'hébergement et de la restauration est prépondérant sur la commune puisqu'il représente 38,1 % du nombre total d'établissements de la commune (8 sur les 21 entreprises implantées  à Cassagnoles), contre 30 % au niveau départemental.

### Agriculture
La commune se trouve dans les Garrigues, une petite région agricole occupant le centre du département du Gard. En 2020, l'orientation technico-économique de l'agriculture  sur la commune est la viticulture. 
|               | 1988 | 2000 | 2010 | 2020 |
| ------------- | ---- | ---- | ---- | ---- |
| Exploitations | 21   | 16   | 13   | 10   |
| SAU (ha)      | 149  | 117  | 102  | 183  |

Le nombre d'exploitations agricoles en activité et ayant leur siège dans la commune est passé de 21 lors du recensement agricole de 1988  à 16 en 2000 puis à 13 en 2010 et enfin à 10 en 2020, soit une baisse de 52 % en 32 ans. Le même mouvement est observé à l'échelle du département qui a perdu pendant cette période 61 % de ses exploitations,. La surface agricole utilisée sur la commune a quant à elle convenablement augmenté, passant de 149 ha en 1988 à 183 ha en 2020. Parallèlement la surface agricole utilisée moyenne par exploitation a augmenté, passant de 7 à 18 ha.

## Culture locale et patrimoine

### Édifices civils
- Château de Cassagnoles.

### Édifices religieux
- Église Saint-Martin de Cassagnoles.
- Temple protestant de Cassagnoles.

## Héraldique
| Blason de Cassagnoles (Gard) | Blason  | D'azur à Saint Martin au naturel donnant la moitié de son manteau à un pauvre du même. |
| Blason de Cassagnoles (Gard) | Détails |                                                                                        |